# Michał Adamuszek
Michał Adamuszek (ur. 29 kwietnia 1986 w Dąbrowie Górniczej) – polski piłkarz ręczny, lewy rozgrywający, od 2015 zawodnik Górnika Zabrze.

## Kariera sportowa
Wychowanek Górnika Sosnowiec, następnie zawodnik Viretu Zawiercie, którego był w latach 2004–2007 najskuteczniejszym graczem. W sezonie 2007/2008 występował w Miedzi Legnica, zajmując z dorobkiem 190 goli 1. miejsce w klasyfikacji najlepszych strzelców Ekstraklasy (ex aequo z Mariuszem Kempysem). W latach 2008–2010 grał w MMTS-ie Kwidzyn, z którym zdobył wicemistrzostwo Polski (2010) oraz grał w europejskich pucharach (rzucił 43 gole w Challenge Cup).
W 2010 podpisał trzyletni kontrakt z Vive Kielce. W tym samym roku został wypożyczony do MMTS-u Kwidzyn. Po zakończeniu sezonu 2010/2011 rozwiązał umowę z kieleckim klubem, pozostając na kolejne dwa lata w zespole z Kwidzyna. W latach 2013–2015 występował w Stali Mielec, następnie był graczem Śląska Wrocław. Pod koniec 2015 przeszedł do Górnika Zabrze. W sezonie 2016/2017 rozegrał w Superlidze 33 mecze i rzucił 102 gole. Wystąpił ponadto w czterech spotkaniach 2. i 3. rudny Pucharu EHF, w których zdobył 10 bramek. W sezonie 2017/2018 rozegrał w lidze 26 meczów i rzucił 62 gole.
W reprezentacji Polski zadebiutował 5 czerwca 2010 w meczu z Litwą (31:31), zdobywając trzy bramki. W czerwcu 2010 wystąpił jeszcze w trzech innych meczach kadry. W latach 2009–2010 występował także w reprezentacji Polski B, m.in. w grudniu 2010 zagrał w dwumeczu towarzyskim z Rumunią B (32:26; 26:26), w którym zdobył 11 goli.

## Sukcesy
Indywidualne
- Król strzelców Ekstraklasy: 2007/2008 (190 bramek; Miedź Legnica)[4]
- 7. miejsce w klasyfikacji najlepszych strzelców I ligi: 2006/2007 (132 bramki; Viret Zawiercie)[12]
- Uczestnik meczu gwiazd Ekstraklasy 2009 (rzucił jedną bramkę)[13]